# Coupe du Mozambique de football
La Coupe du Mozambique de football est une compétition de football créée en 1978. Le vainqueur de la compétition est qualifié pour la Coupe de la confédération.

## Palmarès
- 1978 : CD Maxaquene 4-0 Clube Ferroviário da Beira
- 1979 : Palmeiras de Beira 2-2 (tab) GD Companhia Têxtil do Punguè
- 1980 : CD Costa do Sol 3-1 Palmeiras de Beira
- 1981 : Grupo Desportivo de Maputo 1-0 CD Costa do Sol
- 1982 : CD Maxaquene 1-0 Ferroviário de Maputo
- 1983 : CD Costa do Sol 1-0 Textáfrica do Chimoio
- 1984 : Ferroviário de Maputo 4-2 Palmeiras de Beira
- 1985 : Non disputée
- 1986 : CD Maxaquene 2-0 Estrela Vermelha de Maputo
- 1987 : CD Maxaquene 3-0 Palmeiras de Beira
- 1988 : CD Costa do Sol 1-0 Aguia d'Ouro
- 1989 : Ferroviário de Maputo 2-0 Grupo Desportivo de Maputo
- 1990 : Matchedje de Maputo 3-1 CD Maxaquene
- 1991 : Clube de Gaza 2-1 ap CD Maxaquene
- 1992 : CD Costa do Sol 4-1 ap Clube de Gaza
- 1993 : CD Costa do Sol 2-0 Clube Ferroviário da Beira
- 1994 : CD Maxaquene 1-0 Ferroviário de Maputo
- 1995 : CD Costa do Sol 2-1 CD Maxaquene
- 1995/1996 : CD Maxaquene 2-1 GD Companhia Têxtil do Punguè
- 1996/1997 : CD Costa do Sol 5-2 Migração de Beira
- 1997/1998 : CD Maxaquene 1-0 Ferroviário de Maputo
- 1998/1999 : CD Costa do Sol 5-0 Sporting de Nampula
- 1999/2000 : CD Costa do Sol 1-0 Matchedje de Maputo
- 2000/2001 : CD Maxaquene 3-1 Textáfrica do Chimoio
- 2001/2002 : CD Costa do Sol 2-0 Académica de Maputo
- 2003 : Clube Ferroviário de Nampula 1-1 (tab 5-4) Ferroviário de Maputo
- 2004 : Ferroviário de Maputo 5-1 Textáfrica do Chimoio
- 2005 : Clube Ferroviário da Beira 1-0 ap CD Costa do Sol
- 2006 : Grupo Desportivo de Maputo 1-0 GD Companhia Têxtil do Punguè
- 2007 : CD Costa do Sol 3-0 Clube Ferroviário de Nampula
- 2008 : Clube Atlético Muçulmano da Matola 1-0 Chingale de Tete
- 2009 : Ferroviário de Maputo 2-0 CD Costa do Sol
- 2010 : CD Maxaquene 2-0 FC Vilankulo
- 2011 : Ferroviário de Maputo 3-0 Chingale de Tete
- 2012 : Liga Desportiva de Maputo 1-0 CD Costa do Sol
- 2013 : Clube Ferroviário da Beira 2-0 FC Chibuto
- 2014 : Clube Ferroviário da Beira 1-0 Ferroviário de Maputo
- 2015 : Liga Desportiva de Maputo 2-1 Clube Ferroviário da Beira
- 2016 : União de Songo 3-1 CD Maxaquene
- 2017 : CD Costa do Sol 1-0 União de Songo
- 2018 : CD Costa do Sol 1-1 (tab 4-2) Ferroviário de Beira
- 2019 : União de Songo 2-0 Ferroviário de Maputo
- 2020 : Compétition non organisée
- 2021 : Compétition non organisée
- 2022 : Ferroviário de Maputo 1-0 Clube Ferroviário da Beira
- 2023 : Associação Black Bulls 2-1 União de Songo
- 2024 : Ferroviário de Maputo 2-1 ap União de Songo